# Diospyros navillei
Diospyros navillei là một loài thực vật có hoa trong họ Thị. Loài này được H.Lév. mô tả khoa học đầu tiên năm 1914.